# Georg Röder (Maler)
Georg Röder (* 1867 in Gießen; † 7. September 1958 in Wuppertal) war ein deutscher Maler der deutschen Landschaft.

## Leben
Georg Röder zeigte bereits in jungen Jahren sein Zeichentalent und erhielt als Schüler Malunterricht. Im Alter von 14 Jahren verließ er die Schule und absolvierte von 1881 bis 1885 eine Lithographenlehre in einer Gießener Steindruckerei. Danach begab sich Röder als Handwerksbursche auf die Wanderschaft und zog in die damals aufblühende Industriestadt Barmen. Hier arbeitete er von 1885 bis 1890 als Zeichner und Lithographengehilfe bei der Firma Hyll & Klein und entwickelte seine Malkunst weiter. Im Rahmen dieser Tätigkeit spezialisierte er sich auf die Darstellung von Industrieanlagen und Landschaften aus der Vogelperspektive, die unter anderem als Vorlagen für Plakate, Reklamezettel und Weinflaschenetiketten dienten.
Ab 1890 unterhielt er in Barmen ein eigenes grafisches Atelier. Studienreisen führten ihn an den Rhein und in die Niederlande. 1895 besuchte er die Kunstgewerbeschule Barmen, wo er 1911 Schüler von Gustav Wiethüchter und Ludwig Fahrenkrog war. Mit seinen beiden Lehrern arbeitete er auch später zusammen. 1901 erwarb er das Haus Sedanstraße 68, dem Ursprungsort der Galerie Palette – Röderhaus.
Nach dem Ersten Weltkrieg verlegte er seinen Arbeitsschwerpunkt zunehmend auf Buchillustrationen, so in zahlreichen Auftragsarbeiten für den Bertelsmann-Verlag und die Dialekt-Zeitschrift Dä Pottkieker, die im Barmer Staatsverlag erschien. Parallel hierzu widmete er sich während zahlreicher Reisen durch Mitteleuropa einer intensiven Maltätigkeit. Von 1934 bis 1938 erhielt er Aufträge vom Reichspostministerium in Berlin. Für den Berliner Verlagsbuchhändler Martin Warneck zeichnete er den Buchschmuck zum 1939 veröffentlichten Werk Sumatranische Plaudereien des Missionars Johannes Warneck.
Nach der Zerstörung seines Ateliers im Zuge des Luftangriffs auf Wuppertal-Barmen Ende Mai 1943 zog Röder übergangsweise auf die Insel Reichenau, wo er erneut ein Atelier betrieb. Hierdurch hielt auch die Bodenseelandschaft Einzug in seine Malerei. 1950 kehrte er im 83. Lebensjahr nach Wuppertal zurück, wo er 1958 in seinem Atelier verstarb.
Georg Röder war „Stammvater“ der Künstlerfamilie Röder. Er heiratete 1891 Selma Lauer. Ihr erster Sohn Helmut fiel im Ersten Weltkrieg, die beiden anderen Söhne Paul Röder (1897–1962) und Adolf Röder (1904–1983) wurden ebenfalls bildende Künstler, wie auch ihr Enkel Helmut Röder (1938–2012).

## Werke (Auswahl)
Zu den Themen Röders gehörten Landschaftsdarstellungen und bergische Motive.
| | |
| - Chorruine Kloster Heisterbach, 1908, Gemälde - Blick von der Schönaugasse zum Münster, 1943, Aquarell, Stadt Bad Säckingen - Vorfrühling, 1943, Öl auf Platte - Blick nach Niederzell und in den Hegau mit Fischerbooten und Fischernetzen im Vordergrund, 1948, Aquarell, Museum Reichenau - Hochgebirgslandschaft mit aufragendem Massiv, bewaldeten Hängen und Gebirgssee mit Figurenstaffage, Öl auf Leinwand | - Am Steinhuder Meer, Öl auf Leinwand - Game of Dice / Merry Tune, Öl auf Leinwand - Blick in die Werkhalle der Maschinenfabrik Rheinwerk, Öl auf Leinwand - Am Wattenmeer in Munkmarsch, Öl auf Leinwand - Variastilleben mit Früchten, Kanne und Alpenveilchen, Öl auf Leinwand |

Arbeiten von Georg Röder befinden sich im Kunstmuseum Düsseldorf, im Oberhessischen Museum und Gailsche Sammlung (Gießen), im Rosengartenmuseum (Konstanz), im Hohhaus-Museum (Lauterbach), in den Bayerischen Staatsgemäldesammlungen (München), im Städtischen Kunstbesitz Remscheid, im Kunstmuseum Solingen, im Von der Heydt-Museum (Wuppertal), sowie in der Firmensammlung der Rheinkalk, vormals Rheinische Kalksteinwerke.

## Mitgliedschaften
1922 wurde Röder Mitglied des Reichswirtschaftsverbandes bildender Künstler Deutschlands und 1927 Mitglied des Bundes deutscher Graphiker.  Er war außerdem Ehrenmitglied im Oberhessischen Künstlerbund und im Ring bergischer Künstler (auch gruppe rbk).

## Auszeichnungen
- Der Bildhauer Harald Schmahl schuf 1941 eine Bronzebüste, die Röders Kopf zeigt. Sie befindet sich im Besitz des Von der Heydt-Museums in Wuppertal. Ein weiteres Exemplar besteht in der Sammlung Röder des Röderhauses Wuppertal.[1]
- 1953 Ehrenbürger Gießens,[2] Eintrag ins Goldene Buch der Stadt.[1] Der „Georg-Röder-Ring“ in Gießen nach dem Künstler benannt.[4]
- 1957 Dr.-Ludwig-Lindner-Preis der gruppe rbk.[4]
- Die Wuppertaler Galerie Palette-Röderhaus stiftete 1977 zu Röders 110. Geburtstag einen nach ihm benannten Preis, die Georg-Röder-Medaille aus Bronze.[9]

## Bewertung
Kunstkritiker sprechen von Röder als „Spätling der Romantik“. Bernd Fischer nannte ihn einen „Maler der deutschen Landschaft, dem spekulatives Experimentieren zuwider war“.
Sonderausstellungen mit dem Titel „Deutsche und italienische Landschaften der Malerfamilie Röder“ wurden unter anderem im Landesmuseum Wiesbaden und im Essener Folkwang-Museum gezeigt. Seine besondere Vielseitigkeit zeigte Röder, der sich nie auf das Landschaftsgenre festlegen ließ, mit seinem skurrilen Musiker-Porträt „Game of Dice / Merry Tune“, das 2007 im Londoner Auktionshaus Christie’s versteigert wurde.
Georg Röder: „Was ich erstrebe ist nicht, die Natur in allen Einzelheiten nachzubilden. Das Charakteristische und Harmonische im Aufbau, und das Atmosphärische einer Landschaft, das suche ich.“